# ラウマ (小惑星)
ラウマ (1882 Rauma) は小惑星帯に位置する小惑星である。フィンランドの天文学者リイシ・オテルマがトゥルクで発見した。
フィンランド西岸の都市、ラウマから命名された。